# Diesel (móda)
Diesel SpA je italská módní společnost. Je zaměřená na návrh (design) a výrobu módního oblečení hlavně pro mladé. Jejím nejrozšířenějším a nejznámějším produktem jsou džíny. Vznik společnosti je datován roku 1978.

## Historie
Společnost založil Renzo Rosso roku 1978, v malé vesnici Molvena na severu Itálie. Její rozmach však nastal až roku 1985 díky kompletní akvizici společnosti. V roce 1991 byla vytvořena mezinárodní reklamní kampaň, která rozšířila povědomí o značce po světě. V roce 1996 je otevřena první prodejna Diesel na Lexington Avenue v New Yorku.

### Důležité milníky historie Diesel
- 1975: Spojení textilní firmy Moltex
- 1979: Založení značky Diesel jako takové
- 1981: Začíná mezinárodní prodej
- 1984:.Začíná výroba oblečení pro děti
- 1985: Akvizace společnosti – Rosso získá plnou kontrolu nad společností Diesel
- 1989: Začíná výroba pro ženy
- 1991: Mezinárodní reklamní kampaň
- 1994: Značka 55-DSL, získána licence pro brýle Diesel
- 1996: Otevření první prodejny
- 1998: DieselStyleLab
- 2001: Společnost expanduje do Španělska a Portugalska

## Zaměření společnosti
Společnost Diesel vyrábí kvalitní módu vysoké kvality. Design svých modelů si navrhuje sám. Je jeden z nejlepších a nejznámějších evropských výrobců džín a dalšího oblečení. V dnešní době již rozšiřuje sortiment nejen pro mladší generaci. Soustředí se i na rifle pro dospělé, vyrábí i pro teenagery, pro děti, i pro starší. Kromě riflí jsou pod značkou Diesel prodávány brýle, obuv, zavazadla, další kožené zboží a parfémy a kosmetika. Diesel má i své „značky“: DieselStyleLab – zaměřená na klientelu z vyšší příjmové skupiny, 55-DSL – sportovní značka.

## Marketing
Diesel v posledních letech upíná svoji pozornost na mladou generaci a to především sponzoringem několika projektů, jako je DIesel-U-Music a různých uměleckých programů. Diesel je zakládajícím partnerem mezinárodní podpory talentů a to je v jeho různých formách. Diesel nabídla v roce 2006 sponzorství a tvůrčího ducha na charitativním vídeňském plese proti AIDS a na festivalu Sundance Film.
Diesel je jedna z prvních společností, jejíž oblečení se objevuje i ve videohrách, což bylo stvrzeno v prosinci 2008 marketingovým partnerstvím se společností Sony Computer Entertainment v Evropě.